# Los cinco sentidos (película)
Los cinco sentidos (en inglés: The Five Senses) es una película canadiense de 1999, dirigida, escrita y producida por Jeremy Podeswa.

## Trama
Los cinco sentidos trata sobre cinco historias interconectadas, unidas todas ellas por un edificio. Es una película que examina situaciones en las cuales se involucra a uno o más de los cinco sentidos
Las historias se desarrollan en capítulos, así en Touch (tacto) el personaje de Ruth, una masajista terapéutica atiende a su paciente Anna. La hija de Ruth, Rachel, pierde accidentalmente a la hija de Anna, en el parque. Ello ocurre cuando, precisamente, Rachel se distrae por ver a una pareja haciendo el amor en el bosque. Rachel más tarde conoce a un voyeurista llamado Rupert (visión), y ambos se hacen amigos, a la vez que él le enseña a Rachel el placer de observar a los otros. Eventualmente ellos van a uno de los escondites de Rachel, donde ella lo viste como una mujer. Mientras tanto, Ruth intenta ayudar a Anna a sobrellevar la desaparición de su hija, pasando la noche en su casa.
Robert, un profesional de la limpieza hogareña bisexual, tiene un agudo sentido del olfato y busca a las personas que solía ver para absorber sus aromas y ver si puede olfatear aún algún sentimiento sobre él, o descubrir por qué, él o ella, dejaron de interesarse por él. Sus clientes profesionales incluyen a dos amigos, Raymond y Rebecca, quienes son especialistas en perfumes.
Por su parte Rona, una amiga de Robert, es una pastelera que ha perdido totalmente el sentido del gusto, y tiene problemas románticos luego de la llegada a su vida de Roberto, un hombre al que conoció en unas vacaciones por Italia. 
El doctor Jacob, es un anciano optometrista, que está perdiendo la audición y quiere recordar todos los sonidos que pueda, antes de quedarse completamente sordo. Él está separado de su esposa, pero luego se conecta con una mujer llamada Gail, quien le ayuda a sobrellevar la pérdida y a sentirse mucho mejor consigo mismo.

## Reparto
- Mary-Louise Parker - Rona
- Gabrielle Rose - Ruth Seraph
- Molly Parker - Anna Miller
- Daniel MacIvor - Robert

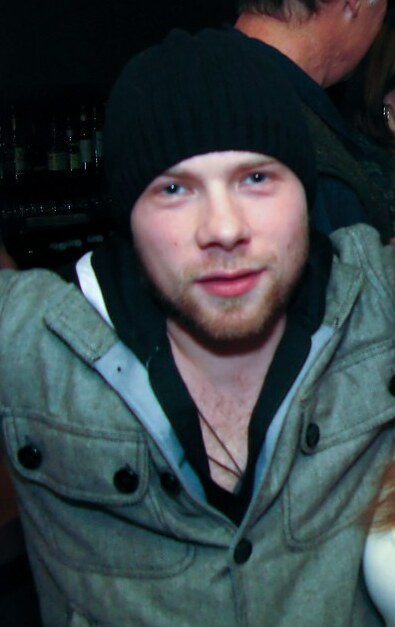
Actor Brendan Fletcher

- Philippe Volter - Dr. Richard Jacob
- Nadia Litz - Rachel Seraph
- Brendan Fletcher - Rupert
- Marco Leonardi - Roberto
- Pascale Bussières - Gail
- Tara Rosling - Rebecca
- Richard Clarkin - Raymond
- Elize Frances Stolk - Amy Lee Miller

## Premios
- 2000 Genie Premio para Consecución Mejor en Dirección (Podeswa)
- 1999 Festival Internacional de Cine de Toronto  Mejor largometraje canadiense (Podeswa)[5]